# Linie 1 (Metro Mailand)
Die M1 ist die älteste Linie der Metropolitana di Milano, der vom Verkehrsunternehmen Azienda Trasporti Milanesi (ATM) betriebenen U-Bahn in Mailand. Die Arbeiten an der Strecke begannen 1957, der erste Abschnitt wurde am 1. November 1964 eröffnet, er führte von Sesto Marelli zum Bahnhof Lotto. Die Linie wird analog zu ihrer Kennfarbe auch Rote Linie (Linea Rossa) genannt. Aufgrund ihrer Bedeutung wurde diese Linienkennfarbe auch als Farbe für das Logo der Mailänder Metro übernommen.

## Strecke
Die Strecke der Linie M1 verläuft im Tunnel vom nördlichen Vorort Sesto San Giovanni zum Stadtzentrum und dann zum westlichen Bezirk mit zwei verschiedenen Linienwegen, einer nordwestlich nach Rho, der andere westlich nach Bisceglie. Sie ist 27 km lang und bedient 38 Stationen.
Wichtige Punkte, die von der Linie bedient werden, sind der Dom im Zentrum, Castello Sforzesco (mit der Station Cairoli), Cadorna, einer der verkehrsreichsten Bahnhöfe Mailands und Italiens, Corso Buenos Aires (mit den Stationen Porta Venezia, Lima und Loreto), eine wichtige Einkaufsstraße, und Rho Fiera, eines der größten Messegelände der Welt.
| Stationsname       | Transfer | Streckenteil         | Eröffnet           |
| ------------------ | -------- | -------------------- | ------------------ |
| Sesto I Maggio     |          | Hauptroute           | 28. September 1986 |
| Sesto Rondò        |          | Hauptroute           | 28. September 1986 |
| Sesto Marelli      |          | Hauptroute           | 1. November 1964   |
| Villa San Giovanni |          | Hauptroute           | 1. November 1964   |
| Precotto           |          | Hauptroute           | 1. November 1964   |
| Gorla              |          | Hauptroute           | 1. November 1964   |
| Turro              |          | Hauptroute           | 1. November 1964   |
| Rovereto           |          | Hauptroute           | 1. November 1964   |
| Pasteur            |          | Hauptroute           | 1. November 1964   |
| Loreto             |          | Hauptroute           | 1. November 1964   |
| Lima               |          | Hauptroute           | 1. November 1964   |
| Porta Venezia      |          | Hauptroute           | 1. November 1964   |
| Palestro           |          | Hauptroute           | 1. November 1964   |
| San Babila         |          | Hauptroute           | 1. November 1964   |
| Duomo              |          | Hauptroute           | 1. November 1964   |
| Cordusio           |          | Hauptroute           | 1. November 1964   |
| Cairoli            |          | Hauptroute           | 1. November 1964   |
| Cadorna            |          | Hauptroute           | 1. November 1964   |
| Conciliazione      |          | Hauptroute           | 1. November 1964   |
| Pagano             |          | Hauptroute           | 1. November 1964   |
| Buonarroti         |          | Rho-Fiera-Milano-Ast | 1. November 1964   |
| Amendola           |          | Rho-Fiera-Milano-Ast | 1. November 1964   |
| Lotto              |          | Rho-Fiera-Milano-Ast | 1. November 1964   |
| QT8                |          | Rho-Fiera-Milano-Ast | 8. November 1975   |
| Lampugnano         |          | Rho-Fiera-Milano-Ast | 12. April 1980     |
| Uruguay            |          | Rho-Fiera-Milano-Ast | 12. April 1980     |
| Bonola             |          | Rho-Fiera-Milano-Ast | 12. April 1980     |
| San Leonardo       |          | Rho-Fiera-Milano-Ast | 12. April 1980     |
| Molino Dorino      |          | Rho-Fiera-Milano-Ast | 28. September 1986 |
| Pero               |          | Rho-Fiera-Milano-Ast | 19. Dezember 2005  |
| Rho Fieramilano    |          | Rho-Fiera-Milano-Ast | 19. Dezember 2005  |
| Wagner             |          | Bisceglie-Ast        | 2. April 1966      |
| De Angeli          |          | Bisceglie-Ast        | 2. April 1966      |
| Gambara            |          | Bisceglie-Ast        | 2. April 1966      |
| Bande Nere         |          | Bisceglie-Ast        | 18. April 1975     |
| Primaticcio        |          | Bisceglie-Ast        | 18. April 1975     |
| Inganni            |          | Bisceglie-Ast        | 18. April 1975     |
| Bisceglie          |          | Bisceglie-Ast        | 21. März 1992      |

## Geschichte

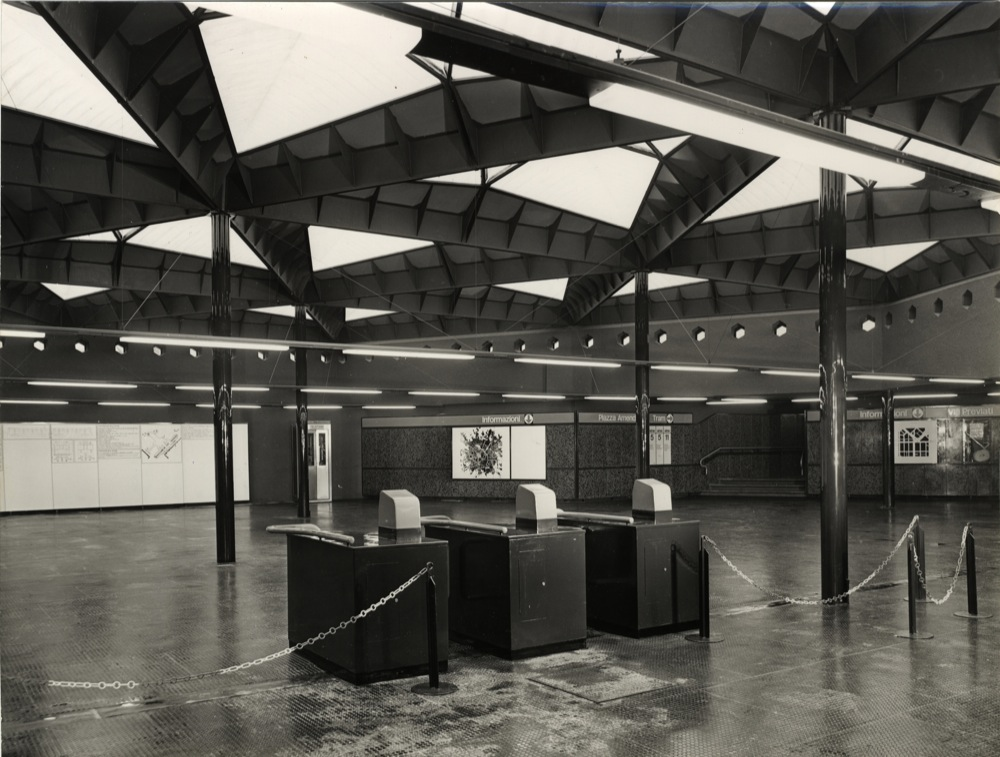
Das Zwischengeschoss des Amendola-Bahnhofs kurz vor seiner Eröffnung im Jahr 1964

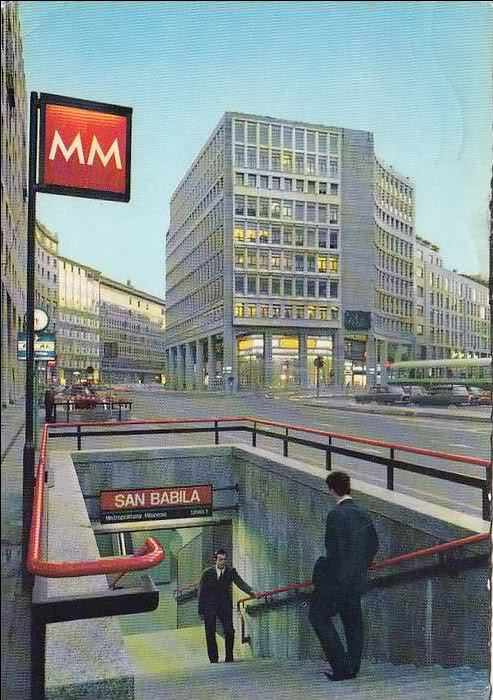
Ein Poster der San Babila Station aus den 1960er Jahren

Am 6. April 1952 beantragte die Stadtverwaltung ein U-Bahn-Projekt, und am 6. Oktober 1955 wurde eine neue Gesellschaft, Metropolitana Milanese, gegründet, um den Bau der neuen Infrastruktur zu leiten. Das Projekt wurde mit 500 Mio. Euro von der Gemeinde und dem Rest durch ein Darlehen finanziert. Die Bauarbeiten für den ersten Streckenabschnitt wurden am 4. Mai 1957 in der Viale Monte Rosa begonnen.[1] Die Bahnhöfe der neuen Strecke wurden vom Architekturbüro Franco Albini-Franca Helg entworfen. Bob Noorda entwarf das berühmte Wegweiser- und Beschilderungssystem.
Zunächst waren die Bahnhöfe ohne Zwischengeschoss geplant. Im endgültigen Entwurf wurden diese jedoch hinzugefügt, um die Querung von Straßen und die Nutzung von Sperren zum Einlösen von Fahrkarten zu ermöglichen.
Die Strecke von Lotto nach Sesto Marelli (21 Stationen) wurde am 1. November 1964 nach siebenjähriger Bauzeit eröffnet.
Eine Verlängerung in Richtung Norden von Sesto Primo Maggio nach Monza Bettola befindet sich derzeit in Bau. Die neue Teilstrecke wird 1,2 km lang sein und zwei Bahnhöfe (Sesto Restellone und Monza Bettola) umfassen, die vollständig unterirdisch angelegt sind. Die Gesamtkosten sollen sich auf 206 Millionen Euro belaufen.
| Stations Name    | Verbindung | Lage       |
| ---------------- | ---------- | ---------- |
| Sesto Restellone |            | Untergrund |
| Monza Bettola    |            | Untergrund |

Die Verlängerung des westlichen Linienastes von Bisceglie in Richtung der Stadtgrenze wurde bereits genehmigt. Die neuen Bahnhöfe werden in Baggio, in der Via Valsesia und in Quartiere Olmi liegen. Die nationale Regierung wird 210 Millionen Euro bereitstellen, während die Gesamtkosten auf 350 Millionen Euro geschätzt werden.
| Stations Name  | Transfer | Lage       |
| -------------- | -------- | ---------- |
| Valsesia       |          | Untergrund |
| Baggio         |          | Untergrund |
| Quartiere Olmi |          | Untergrund |

## Rollmaterial
Auf der Strecke verkehren drei Zugtypen: überholte Originalzüge, AnsaldoBreda Meneghino-Züge und der 2015 eingeführte neue Leonardo-Zug. Die ursprünglichen Triebzüge der ersten Serie wurden 2014 und 2015 ausgemustert. Die Spurweite beträgt 1435 mm. Die gesamte Strecke ist durch eine Stromschiene mit 750-V-Gleichstrom elektrifiziert.
Von den 63 Zügen, die auf der Strecke verkehren, wurden 20 zwischen 1964 (Eröffnung der Strecke) und 1970 in Betrieb genommen. Diese Züge sollen in den nächsten Jahren durch neue Meneghino-Züge ersetzt werden. Im März 2012 waren bereits 17 Meneghino-Züge in Betrieb.
Im Jahr 2015 wurden die Leonardo-Züge eingeführt und ersetzten das ursprüngliche Rollmaterial, das anschließend ausgemustert und zerlegt wurde. Diese neuen Züge ersetzten die älteren, nicht modernisierten Baureihen, die noch auf der Linie 1 verkehren, vollständig.
Am 17. November 2024 wurde der erste von 21 von Hitachi Rail im Werk Reggio Calabria hergestellten Zügen für die Linie 1 ausgeliefert. Diese Züge sollen die überholten traditionellen Garnituren vollständig ersetzen. Ihre Inbetriebnahme ist für 2025 geplant.

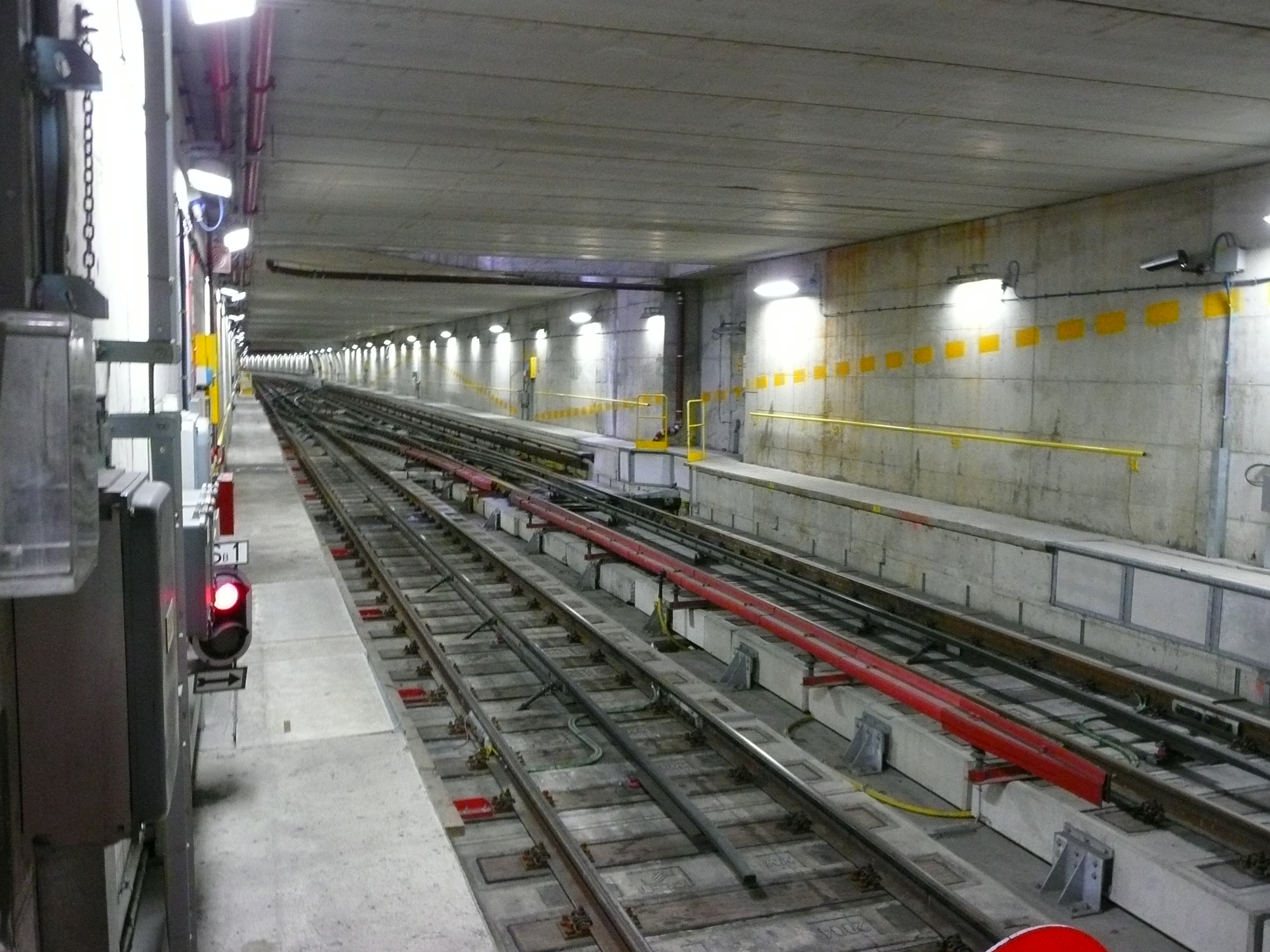
Ein M1-Tunnel mit Stromschiene
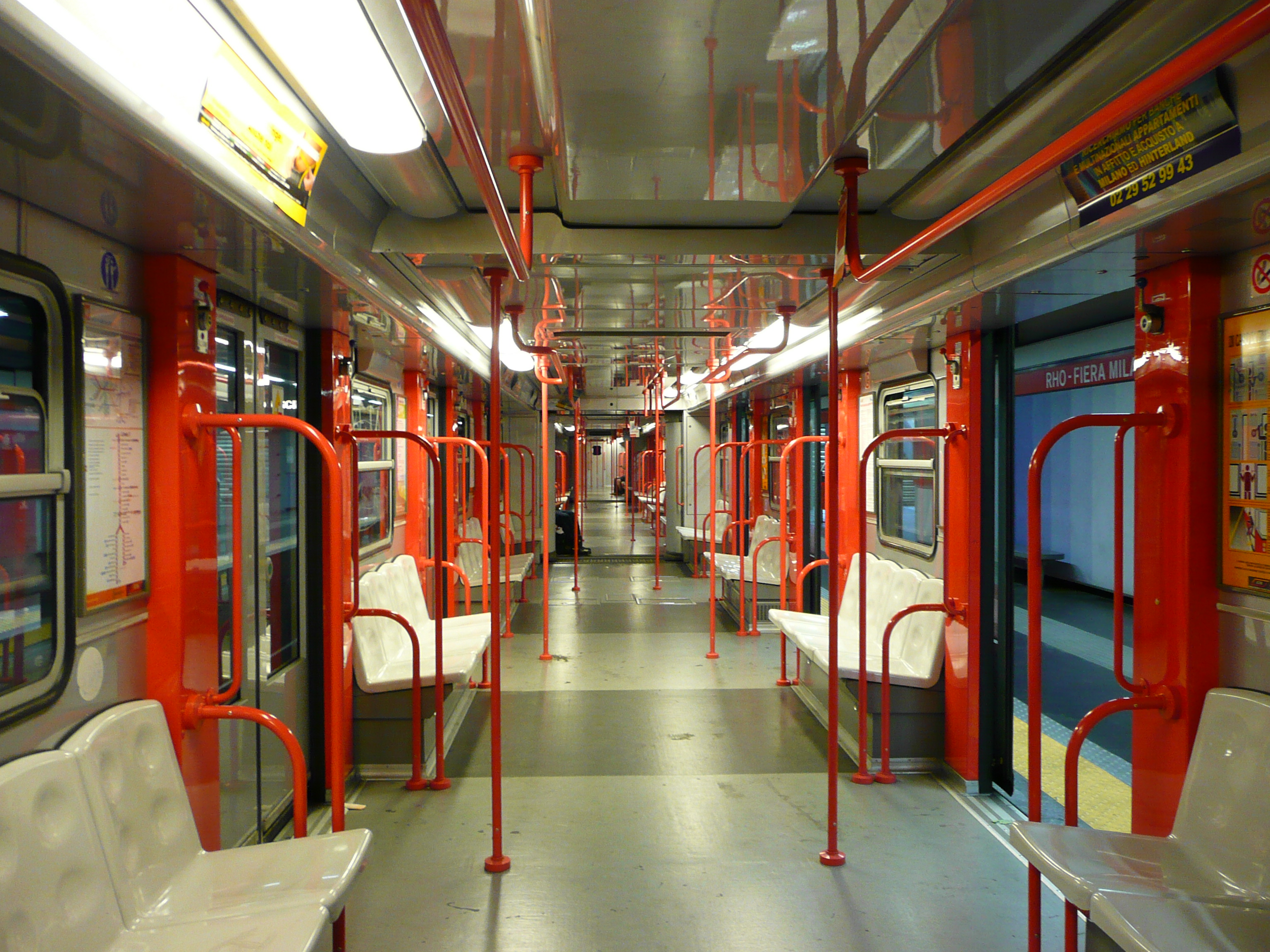
Das Innere eines komplett erneuerten Zuges
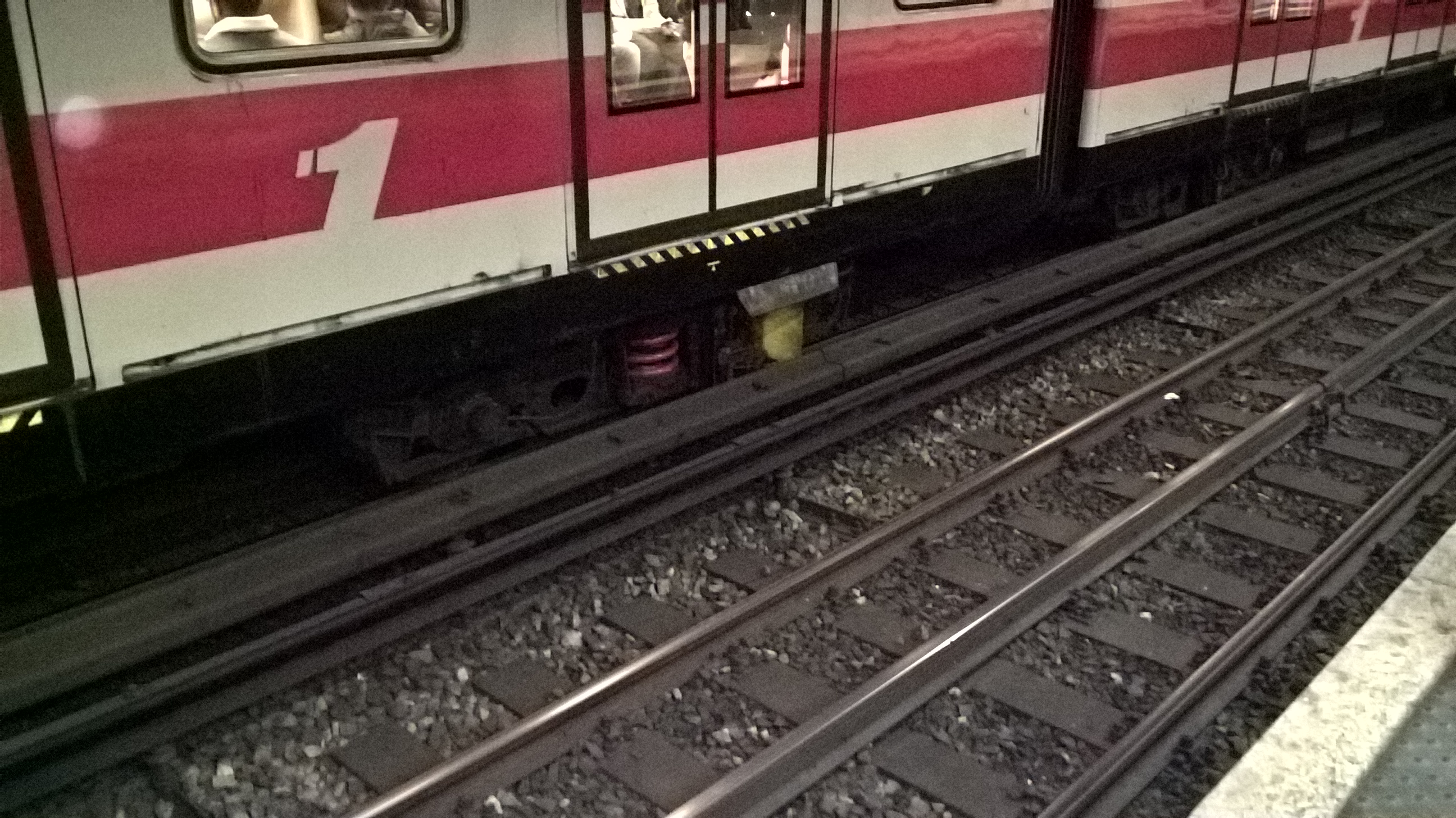
Ein Zug der Linie 1 der Mailänder Metro mit dem Kontaktschuh der vierten Schiene